# 合唱指揮者
合唱指揮者（がっしょうしきしゃ）は、合唱団の指揮者。

## 概要
合唱指揮者には3つの使われ方がある。
1. 管弦楽伴奏の合唱曲、合唱つき交響曲、オペラなどオーケストラを伴う作品において、事前の合唱団のみの音楽稽古で指揮をし、基礎的な音楽作りを行う者。本番のオーケストラの指揮者のタクトが合唱団員から見えにくい場合や、オペラなど合唱団員が舞台裏にいる場合は本番でも補佐的に指揮をすることがある。
2. 合唱曲を専門に演奏する指揮者。
3. （1、2であるかどうかを問わずに）単に、合唱団の指揮者があるが、日本はオーケストラの指揮者と合唱指揮者・伴奏ピアニストが分割されているのに対して、欧米では主にピアノ伴奏者も兼ね、放送合唱団などの常任指揮者は主にオーケストラの伴奏で本番も振るのに対して、客演指揮者陣はア・カペラか管弦楽伴奏の下棒を振るに過ぎない。これも合唱団が大きく公的になったときのみアシスタントとしてピアノ伴奏者を付ける事が多いが、あくまでもアシスタントなので下棒などを振る事もしばしばある。更にボイストレーナーを兼ねる合唱指揮者とアシスタントだけとしてボイストレーナーを置く人、ピアニストとボイストレーナーを兼ねる場合などいろいろな場合がある。なおプロの合唱団の場合にはボイストレーナーは置かない。

1の意味の合唱指揮者は、エクトル・ベルリオーズの『管弦楽法』の巻末「指揮者・指揮法の理論」にも見える。19世紀には大勢の奏者を必要とする作品やイベントが続々と現れ、彼も自らの指揮とは別に副指揮者や合唱指揮者を使っていた。1844年8月のパリ音楽祭においては1200人を指揮するために、5人の合唱指揮者を必要とするほどであった。彼は合唱指揮者の有用性を認めつつも、テンポを一定に保つことさえできないようなレベルの指導者に幾人と出会ってきたためか、彼らを「危険な助手」と呼んで読者に警告した。
演奏会やCDに名前が記載される確率がコンサート・マスターに比べても高いことから、合唱指揮者の役割はとりわけ重要なものと考えられている。
2の意味の合唱指揮者は概して、管弦楽伴奏の合唱曲よりも無伴奏、あるいは小規模な伴奏のものを好み、前者の演奏の際には、主指揮者になるよりはむしろ1の意味での合唱指揮者を担当する傾向にある。これは、専門的な指揮教育をあまり、あるいはまったく受けていない（すなわち、オーケストラを指揮する経験をそれほど持たなかった）者が多いことにもよるが、合唱の微妙なニュアンスが大編成の管弦楽にかき消されてしまうことを嫌うためでもある。独学ながらオーケストラを振る機会に恵まれたロバート・ショウもこの傾向の外にはいなかった。
2020年現在欧州で合唱指揮を学んだ人の多くは学士あるいは修士で合唱指揮専攻であった者である。米国の音楽大学では修士課程に合唱指揮科がオーケストラ指揮科や吹奏楽指揮科と並び設けられ、合唱指揮に精通した人材の教育が体系的に行われている（後述する佐藤賢太郎は修士課程をおさめている）
日本では、多くの音楽大学で合唱の授業があり単位が認定されるが、合唱指揮・合唱指導をメインに教える大学はいまだ存在しておらず、声楽科を卒業してから合唱指導に携わる例が多い。専攻・コースとして合唱の名前を掲げている(た)教育機関に、国立音楽大学音楽学部専門課程合唱指導者コース、昭和音楽大学短期大学部音楽学部合唱指導者コース、東邦音楽大学アドバンスコースコーラスディレクター養成専攻、東邦音楽短期大学音楽科コーラスディレクター養成専攻、大阪音楽大学音楽学部音楽専攻科合唱指揮専攻、大阪音楽大学サテライト・マスタークラス合唱指揮者コース、洗足学園音楽大学声楽コースコーラスアンサンブルクラスなどがある。

## 合唱指揮者になった作曲家
この項での合唱指揮者とは、3の意味でのそれである。19世紀から20世紀前半にかけてヨーロッパに起こった各種の合唱運動は、作曲家に2つの仕事をもたらした。1つはもちろん合唱団への作品提供であり、もう1つは合唱指揮である。19世紀にはシューマン、ワーグナー、リスト、グノー、ブルックナー、ブラームスなど、20世紀にはホルスト、アルヴェーン、ヴェーベルンなどがこの仕事にたずさわった。作曲家にとって合唱団を指揮することは自らの作品を（管弦楽曲などに比べて）容易に発表できる絶好の機会であり、今日でも演奏されている彼らの作品の何割かは、自らの指揮によって世に送り出されたのである。
現在は作曲と指揮の分業が進んだことなどから、合唱指揮を経験している作曲家は、合唱曲中心に作曲している者を除くと少なくなった。なお、「合唱指揮者になった日本人作曲家」には、合唱団を自ら創設した大中恩、荻久保和明、松下耕や、東京男声合唱団の指揮者になった清水脩、石井歓、佐藤眞などがいるが、基本的に指揮を専門に学んだ人は少数である。最近では商用音楽製作とコンサート用オーケストラ作曲・合唱作曲を両方、オーケストラ指揮と合唱指揮を両方こなす佐藤賢太郎がいる。

## 主な合唱指揮者

### 日本以外
あ行
- モーゲンス・ヴェルディケ
- イワン・エドワーズ
- エリック・エリクソン
- ジョン・オールディス（英語版）

か行
- フィリップ・カイヤール（英語版）
- トヌ・カリユステ
- ロマーノ・ガンドルフィ（イタリア語版）
- リチャード・クック
- ジェーン・グラヴァー
- ゲイリー・グラーデン（イタリア語版）
- マーカス・クリード
- ハリー・クリストファーズ（英語版）
- ディーター・クルツ（ドイツ語版）
- ミシェル・コルボ

さ行
- マルコム・サージェント
- デーネシュ・サボー
- ロバート・ショウ
- ウォルフガング・シェーファー（英語版）

た行
- メレディス・デイヴィス
- ペーター・ダイクストラ

な行
は行
- ヴァルター・ハーゲン＝グロル（ドイツ語版）
- ポール・ヒリアー（英語版）
- ノルベルト・バラッチュ（英語版）
- ルペルト・フーバー（ドイツ語版）
- ヘルムート・フランツ（英語版）
- ヘルムート・フロシャウアー
- ラースロー・ヘルタイ
- フィリップ・ヘレヴェッヘ
- カール・ホグセット（英語版）

ま行
- ヴォルフディーター・マウラー
- リチャード・マーロウ
- ウィン・モリス

や行
ら行
- ポール・レディントン・ライト
- ジョン・ラター
- ヘルムート・リリング
- エトヴィン・レーラー

わ行
- ロジェ・ワーグナー

### 日本
あ行
- 相澤直人
- 浅井敬壹
- 浅井順子
- 明石好中
- 秋山日出夫
- 阿部純
- 天野守信
- 雨森文也
- 飴屋善敏
- 飯沼京子
- 池田明良
- 磯部俶
- 伊東恵司
- 伊吹新一
- 今井邦男
- 岩本達明
- 宇野功芳
- 遠藤武夫
- 太田務
- 大谷研二
- 荻久保和明

か行
- 片山みゆき
- 加藤磐郎
- 鎌田典三郎
- 菅野正美
- 岸信介
- 北川昇
- 北村協一
- 木下保
- 清原浩斗
- 木村純
- 日下部吉彦
- 栗山文昭
- 黒川和伸
- 桑原妙子
- 小泉ひろし
- 小島剛一
- 小林光雄
- 小針智意子
- 近藤惠子

さ行
- 斉田好男
- 榊原哲
- 佐々金治
- 佐藤賢太郎
- 佐藤隆史
- 澤崎定之
- 清水敬一
- 須賀敬一
- 鈴木捺香子
- 須田くにお
- 住吉三滋
- 洲脇光一
- 関屋晋

た行
- 高木善之
- 高嶋みどり
- 高嶋昌二
- 高曲伸和
- 田中登志生
- 田中信昭
- 津川主一
- 辻秀幸
- 辻正行
- 当間修一
- 外山浩爾

な行
- 長井斉
- 中村仁策
- 新見準平
- 西岡茂樹
- 西村英将
- 沼野真弓

は行
- 蓮沼喜文
- 長谷川冴子
- 畑儀文
- 畑中良輔
- 花岡由裕
- 羽根功二
- 林雄一郎
- 広瀬康夫
- 福永陽一郎
- 藤井宏樹
- 藤山一郎
- 古橋富士雄

ま行
- 牧野統
- 松浦周吉
- 松尾卓郎
- 松下耕
- 松原千振
- 松村努
- 水谷昌平
- 湊晋吾
- 三宅洋一郎
- 向井正雄
- 村松玲子
- 本山秀毅

や行
- 柳川直則
- 八尋和美
- 山口英樹
- 山根一夫
- 山本哲也
- 山脇卓也
- 葭田晃
- 吉村信良
- 吉森章夫
- 米倉美枝

ら行
わ行
- 渡辺陸雄